# Merope-Nebel
Der Merope-Nebel ist ein galaktischer Nebel im Sternbild Stier im Bereich der Plejaden und wird im New General Catalogue als NGC 1435 geführt. Er wurde am 19. Oktober 1859 vom deutschen Astronomen Wilhelm Tempel entdeckt. Möglicherweise handelt es sich dabei um die Reste einer Supernova. Die scheinbare Gesamthelligkeit des Nebels beträgt 6,8 mag, die durchschnittliche Flächenhelligkeit aber nur 21,6 mag/arcsec2.
Aufgrund der geringen Flächenhelligkeit ist die Beobachtung schwierig – Teleskope ab 200 mm Öffnung sind hier geeignet, vereinzelt gelang es aber auch, mit Öffnungen von 50 bis 100 mm Strukturen des Merope-Nebels zu beobachten.